# Sophia de Mello Breyner Andresen
Sophia de Mello Breyner Andresen (Porto, 6 de novembre de 1919 — Lisboa, 2 de juliol de 2004) va ser una de les poetes portugueses més importants del segle XX i una de les veus més importants de la poesia europea contemporània. Distingida amb el Premi Luís de Camões el 1999, va ser la primera dona portuguesa a rebre el més important guardó de la literatura en llengua lusitana. L'any 2003 va obtenir també el Premi Reina Sofia de Poesia Iberoamericana. Traduí la Divina Comèdia al portuguès.

## Biografia
La seva família paterna era d'origen danès. El seu avi, Jan Henrik Andriesen, es va establir a Porto al s. XIX i el fill d'aquest, João Henrique, va adquirir el1895 la Finca de Campo Alegre, avui Jardí Botànic de Porto. L'autora, criada en el si d'una família tradicional de l'oligarquia portuense, passaria la seva infància en aquesta finca, que ella mateixa recordarà com «um território fabuloso com uma grande e rica família servida por uma criadagem numerosa». Els records dels estiuejos passats a la platja de la Granja i de les festes de Nadal celebrades d'acord amb les tradicions nòrdiques es reflectiran més tard en la seva obra poética.
Als tres anys va descobrir la poesia, quan una criada li va ensenyar a recitar el poema A Nau Catrineta, que va aprendre de memòria, igual que després altres poemas. Abans de saber llegir, el seu avi ja li havia ensenyat a recitar poemes de Camões i d'Antero de Quental. Des dels dotze anys i durant tota la seva adolescència i primera joventut va escriure versos de manera compulsiva.
De 1936 a 1939 va estudiar Filologia Clàssica a la Universitat de Lisboa, però no va arribar a acabar la carrera, tot i que es va familiaritzar amb la civilització grega, cosa que donaria lloc als motius hel·lenístics que apareixen sovint en la seva obra. Durant els seus anys a la Facultat de Lletres va ser dirigent de moviments catòlics universitaris i va col·laborar amb la revista Cadernos de Poesia, on va fer amistat amb autors influents i reconeguts, com Rui Cinatti i Jorge de Sena.
El 1939 va tornar a Porto, on viuria fins a casar-se. El 1944 va publicar el seu primer llibre, Poesia, en una edició de tres-cents exemplars, pagada pel seu pare. En aquest llibre, publicat l'any en què la seva autora feia vint anys, però en el qual es recullen alguns poemes escrits quan només en tenia catorze, s'adverteix un intens entusiasme vital juvenil, que coexisteix, però, amb un vessant nocturn i decebut; són trets que apareixeran també en la seva obra posterior.
En 1946, va contreure matrimoni amb el periodista, polític i advocat Francisco Sousa Tavares, i s'establí definitivament a Lisboa. Va tenir cinc fills: una missionera laica, una professora universitària de Lletres i editora, un advocat i periodista de renom (Miguel Sousa Tavares), un pintor i ceramista i, finalment, una terapeuta ocupacional que va heretar el nom de la mare. L'atenció als seus fills la va motivar a escriure contes infantils.
A partir del seu matrimoni, l'obra de Sophia de Mello va adquirir un caire més compromès i atent a les realitats socials del seu temps, des d'una cosmovisió humanista cristiana; un compromís que s'aprecia especialment en poemaris com Livro Sexto (1962) i Dual (1967). La mateixa autora reconeixeria la influència política del seu marit en la dedicatòria del llibre Contos Exemplares (1967), dirigida a «o Francico, que me ensinou a coragem e a alegria do combate desigual». D'aquesta manera Sophia de Mello va acabar per convertir-se en una figura representativa de l'oposició a la dictadura salazarista, que va anar evolucionant des d'una posició política liberal i des d'un primerenc suport al moviment monàrquic. Es va fer cèlebre en aquest àmbit la seva "cantata de pau" «Vemos, ouvimos, lemos. Não podemos ignorar!» A la palestra del compromís cívic i la lluita per les llibertats, Sophia de Mello va ser cofundadora de la Comissió Nacional d'Ajuda als Presos Polítics i presidenta de l'Assemblea General de l'Associació Portuguesa d'Escriptors.
Després de la Revolució dels Clavells, va ser escollida el 1975 Diputada a l'Assemblea Constituent per la circumscripció de Porto en la llista del Partit Socialista, mentre el seu marit s'inclinava pel Partit Socialdemòcrata.
Sophia de Mello Breyner Andresen va morir als 84 anys, el 2 de juliol de 2004, a l'Hospital da Cruz Vermelha de Lisboa. Des de 2005, alguns dels seus poemes més lligats a la mar figuren col·locats a les zones de descans de l'Oceanário de Lisboa, perquè els visitants puguin llegir-los amb el mar de fons. De la mateixa manera, al costat de l'Església de Nostra Senyora de Gràcia, des de la qual s'albira una bella perspectiva de la ciutat, una làpida recull el seu poema Lisboa. La plaça da Graça ha passat a tenir el nom de plaça Sophia de Mello Breyner Andresen.

## Obra

### Característiques generals
Sophia de Mello Breyner Andresen va escriure quinze llibres de poesia, publicats entre 1944 i 1997. La seva obra poètica es caracteritza per la sobrietat expressiva, compatible amb la intensitat dels sentiments; es tracta d'una «poesia continguda, d'arrel clàssica i alhora oriental, el·líptica, que calla més que diu i suggereix més que afirma». La mateixa autora recordava el seu descobriment que «en un poema cal que cada paraula sigui necessària. Les paraules no poden ser-hi decoratives, no poden servir només per guanyar temps fins al final de l'hendecasíl·lab, les paraules han de ser-hi perquè són absolutament indispensables». En paraules de la filòloga Annabela Rita «per Sophia, l'escriptura és una forma de reconnexió amb el món, els éssers i les coses, de recuperació d'un estat primordial complet i de plenitud».
El llenguatge de la seva poesia té un estil característic; els seus trets més destacats són el valor intrínsec de la paraula, l'expressió rigorosa, la riquesa de símbols i al·legories, les sinestèsies i el ritme evocador d'una dimensió ritual. Entre els seus temes recurrents figuren el mar i la natura, la nit, la infància, els valors de l'antiguitat clàssica i de la mediterraneïtat, la recerca de la justícia, l'harmonia i l'equilibri i l'enyorança d'un temps absolut i etern, arquetípic i primordial, una espècie d'Edat d'Or anterior al «temps dividit» en què vivim, el temps de la solitud i la mentida.
Sophia de Mello Breyner Andresen va ser també autora de contes, obres de teatre, articles i assaigs; destacant especialment en el camp de la narrativa infantil. Lloc a part mereix la seva important tasca com a traductora, en la qual va traslladar al portuguès obres d'Eurípides (Medea), Dante (el Purgatori de la Divina Comèdia), Shakespeare (Hamlet i Molt soroll per no res), Paul Claudel i Leif Kristianson. També va traduir al francès l'obra de poetes portuguesos.

### Obra publicada

#### Poesia
- Poesia (1944)
- O Dia do Mar (1947)
- Coral (1950)
- No Tempo Dividido (1954)
- Mar Novo (1958)
- O Cristo Cigano (1961)
- Livro Sexto (1962), traduït al català com a Llibre sisè (2020) per Jordi Sebastià
- Geografía (1967)
- 11 Poemas (1971)
- Dual (1972)
- O Nome das Coisas (1977)
- Navegações (1977)
- Ilhas (1989)
- Musa (1994)
- O Búzio de Cós e outros poemas (1997)

#### Contes
- Contos exemplares (1962)
- Histórias da Terra e do Mar (1984)

#### Teatre
- O Bojador (1961)
- O Colar (2001)

#### Assaig
- O nu na antiguidade classica (1975)

#### Narrativa infantil
- A menina do mar (1958)
- A fada Oriana (1958)
- A noite de Natal (1959)
- O cavaleiro da Dinamarca (1964)
- O rapaz de bronze (1965)
- A Floresta (1968)
- A Árvore (1985)

## Obra editada en català
El 2003, l'editorial mallorquina Lleonard Muntaner va publicar una antologia a càrrec de Ponç Pons. I al novembre de 2018 edità una selecció dels Contes exemplars, traduïda per Francesc Serra Lopes, amb pròleg de Maria de Lourdes Pereira.
Al 2017 la revista Quaderns de Versàlia, de Sabadell, va editar un número monogràfic de gairebé 300 pàgines dedicat a traduccions i estudis sobre Sophia de Mello.